# Sclerogaster candidus
Sclerogaster candidus är en svampart som först beskrevs av Louis René Tulasne, och fick sitt nu gällande namn av Zeller & C.W. Dodge 1935. Sclerogaster candidus ingår i släktet Sclerogaster och familjen Sclerogastraceae.   Inga underarter finns listade i Catalogue of Life.